# Darkusz
Darkusz (arab. ‏دَاركوش‎) – miasto w Syrii, w muhafazie Idlibu. W 2004 roku liczyło 5295 mieszkańców.

## Historia
Po wybuchu wojny w Syrii miejscowość początkowo była podzielona – północną część zajęli rebelianci, zaś południową utrzymywali lojaliści prezydenta al-Asada, a lokalną linię frontu wyznaczały zniszczone budynki służb porządkowych. W grudniu 2012 miejscowość znalazła się pod kontrolą islamistów. 14 października 2013 w zamachu typu „samochód pułapka” w Darkusz zginęło 39 osób; żadna organizacja nie przyznała się do tego ataku.